# Van Helsing
Van Helsing je americko-český fantasy film z roku 2004. Ve filmu se objevují postavy a prvky klasické hororové literatury. Název filmu je odvozen od vedlejší, ale velmi důležité postavy Abrahama van Helsinga z epistolárního románu Dracula od Brama Stokera, z téhož románu se ve filmu objevuje též hrabě Dracula a jeho nevěsty. Další postavy jsou: Frankensteinovo monstrum (od Mary Shelleyové), Dr. Jekyll a pan Hyde (od Roberta Louise Stevensona) a Vlkodlak. Jedná se o poctu klasickým hororům studia Universal ze 30. až 50. let.

## Děj
Kdesi v Karpatech se nachází bájná Transylvánie, kde po staletí žije a vládne temný hrabě Dracula, kterému pomáhá ještě mnoho dalších nestvůr (vlkodlaci atd.)
Van Helsing (Hugh Jackman) pracuje pro přísně tajný spolek sídlící ve Vatikánu snažící se vyhladit ze světa nestvůry.
Na pokyn onoho tajného spolku přijíždí do Karpat. Hned po příjezdu je však napaden Draculovými nevěstami. Jednu z nich zabije. Setká se s Annou Valeriovou, která je posledním potomkem rodu a na kterou mají upírovy nevěsty největší zálusk. Snaží se dostat do Draculova hradu, to se jim povede až na třetí pokus, kdy objeví v rodovém sídle průchod. Dracula je nakonec zničen Van Helsingem proměněným ve vlkodlaka, Anna umírá.

## Obsazení
| Hugh Jackman (dabing Zdeněk Mahdal)      | Van Helsing                |
| Kate Beckinsale (dabing Jitka Moučková)  | Anna Valeriová             |
| Richard Roxburgh (dabing Vladimír Čech)  | hrabě Drákula              |
| David Wenham (dabing Antonín Navrátil)   | Carl                       |
| Shuler Hensley (dabing Jiří Hromada)     | Frankensteinovo monstrum   |
| Silvia Colloca (dabing Jitka Ježková)    | Verona, Drákulova nevěsta  |
| Josie Maran (dabing Lucie Svobodová)     | Maryška, Drákulova nevěsta |
| Kevin J. O'Connor (dabing Tomáš Juřička) | Igor                       |
| Will Kemp (dabing Jan Maxián)            | Velkan Valerius            |
| Elena Anaya (dabing Veronika Veselá)     | Aleera, Drákulova nevěsta  |
| Alun Armstrong (dabing Jan Pohan)        | kardinál Jinette           |
| Tom Fisher (dabing Bohdan Tůma)          | hrobař                     |
| Samuel West (dabing Václav Knop)         | Victor Frankenstein        |

## Produkce

### Natáčení
Film se natáčel také v České republice např. v Praze na Hradčanském náměstí, v Kunraticích, na hradě Pernštejn, v Táboře nebo Dlouhé Lhotě. Natáčelo se také v kostele sv. Mikuláše. Podle článku TV Nova musel být pro účely filmu odsvěcen a poté znovu vysvěcen.